# Бородин, Борис Борисович
Бори́с Бори́сович Бороди́н (род. 7 декабря 1951, Нижний Тагил) — советский и российский музыковед, доктор искусствоведения, заведующий кафедрой истории и теории исполнительского искусства Уральской государственной консерватории имени М. П. Мусоргского, профессор кафедры специального фортепиано, член правления Свердловского отделения союза композиторов РФ, дважды лауреат премии фонда «Русское исполнительское искусство» (2007, 2008), стипендиат Министерства культуры Свердловской области (2006).

## Биография
Окончил с отличием Уральскую государственную консерваторию имени М. П. Мусоргского по специальности «фортепиано» в 1976 году (класс С. Г. Белоглазова, ученика Р. Р. Керера, М. С. Воскресенского и Т. П. Николаевой). Работал в Свердловской государственной филармонии пианистом-солистом и аккомпаниатором, выступал во многих городах СССР. Среди партнеров — Народная артистка России В. Баева (сопрано), Заслуженные артисты В. Беляев (скрипка), Ю. Яковлев (баритон).
С 1984 года работает в Уральской государственной консерватории - на кафедре общего фортепиано, с 1993 года - на кафедре специального фортепиано (25 выпускников по специальному фортепиано). В 1988 году окончил аспирантуру при ВНИИ искусствознания (Москва), где защитил кандидатскую диссертацию «Генезис комического в творчестве Д. Д. Шостаковича» (научный руководитель — доктор искусствоведения, профессор М. Д. Сабинина). С 1993 года одновременно преподавал в Уральском государственном педагогическом университете; в 2004—2013 годах — заведующий кафедрой теории, истории музыки и музыкальных инструментов.
В 2006 году в Московской государственной консерватории имени П. И. Чайковского защитил докторскую диссертацию «Феномен фортепианной транскрипции: опыт комплексного исследования» (научный консультант — доктор искусствоведения, профессор Е. Б. Долинская).

## Творческая деятельность
Автор свыше 150 научных работ, среди которых сборники «Композитор и исполнитель» (Пермь, 2002), «Очерки по истории фортепианного искусства» (М., 2009); 5 монографий: «Комическое в музыке» (Москва: Композитор, 2004) и «Три тенденции в инструментальном искусстве» (Екатеринбург, 2004), «Траектория творчества» (Екатеринбург, 2006), «История фортепианной транскрипции» (М., 2011), «Уральская композиторская организация: история и современность» (Екатеринбург, 2012); статьи в журналах «Музыкальная академия», «Музыкальная жизнь», «Piano-форум» и «Фортепиано», публикации о творчестве уральских композиторов А. Г. Фридлендера, М. А. Баска, Л. И. Гуревича, а также о творчестве французского композитора-романтика Шарля Валантена Алькана. Является редактором-составителем, переводчиком материалов и одним из авторов книги «Нейгаузы: Густав, Генрих, Станислав» (М., 2007).
Занимается концертно-просветительской деятельностью, является первым исполнителем фортепианных произведений уральских композиторов А. Г. Фридлендера, А. Б. Бызова и М. А. Баска.
Имеет в репертуаре сольные программы из произведений Баха, Моцарта, Бетховена, Шуберта, Алькана, Прокофьева, Дебюсси, Шостаковича. Выступает с лекциями-концертами «Венские классики», «Поэзия и музыка Серебряного века», «Шуберт и время». Выступает с исполнением собственных транскрипций. Творческие вечера Б. Бородина проходили в Концертном зале Мемориального дома-музея А. Н. Скрябина (Москва, 2007, 2008). Читает курсы лекции по истории и теории исполнительского искусства в вузах Екатеринбурга, Перми, Челябинска, Тюмени, Магнитогорска, Глазова. Постоянно приглашается в качестве председателя Государственных аттестационных комиссий в музыкальные училища и ВУЗы региона (Пермь, Тюмень, Н. Тагил, Асбест), участвует в жюри региональных и всероссийских конкурсов в Екатеринбурге, Снежинске, Ханты-Мансийске, Сургуте, Чайковском.
Написал либретто опер М. А. Баска «Денискины рассказы», «Алёнушкины сказки», «Калиф-аист». Является автором фортепианных транскрипций произведений Оффенбаха, Сен-Санса, Р. Штрауса, Римского-Корсакова, Малера, Дебюсси, исполнявшихся в России и за рубежом (Израиль, Германия, США). Сборники избранных транскрипций Б. Бородина издавались в серии «Шедевры фортепианной транскрипции» (издательство Дека-ВС, Москва), а также выходили в издательствах «П. Юргенсон», «Композитор», «Музыка».